# 59001 Зенфтенберг
59001 Зенфтенберг (59001 Senftenberg) — астероїд головного поясу, відкритий 26 вересня 1998 року.
Тіссеранів параметр щодо Юпітера — 3,376.